# Inkarri
Inkarrimyten (av Inca och rey 'kung' på spanska) är en nutida andinsk myt som handlar om hur den sista inkakungen blev halshuggen av de invaderande spanjorerna. Huvudet ska sedan ha blivit nedgrävt i marken där det sedan har börjat återväxa från huvudet och neråt. När Inkarris kropp återigen är hel kommer han återvända för att driva ut spanjorerna och återupprätta Inkariket. Myten har stora likheter med vad inkafolket kallade pachacuti, vilket betyder omvändande av tid och rum. När Inkarri återvänder signalerar han en ny pachacuti med en ny världsordning där inkafolkets ättlingar får återupprättelse för spanjorernas förtryck.